# 李珩 (1924年)
李珩（1924年—），曾用名李循淑，湖北武汉人，祖籍湖北沔阳，中华人民共和国外交官，曾任中华人民共和国驻塞浦路斯共和国特命全权大使。

## 生平
1944年，考入昆明西南联大。抗战胜利后入读北京大学。1949年6月毕业，9月参加工作。1950年代先后在中南行政委员会外事处、湖北省人民委员会外事处工作。1959年，调入外交部，先后在西亚非洲司五科（东非科）、五处（东非处）、四处（北非处）、驻扎伊尔大使馆、外交部非洲司五处任职。1973年，升任外交部非洲司副司长，兼一处（东非处）处长。1980年，任驻伊朗大使馆政务参赞，后任驻土耳其大使馆政务参赞。1983年9月，出任中华人民共和国驻塞浦路斯大使。1985年11月，自驻塞浦路斯大使离任。1990年12月离休。